# George Marion Jr.
George Marion Jr. (30 de agosto de 1899 – 15 de fevereiro de 1968) foi um roteirista norte-americano. Ele escreveu os roteiros para 106 filmes entre 1920 e 1940. Foi filho do cineasta George F. Marion. Marion nasceu em Boston, Massachusetts e faleceu em Nova Iorque, vítima de um ataque cardíaco. Também foi um compositor.

## Filmografia selecionada
- Mantrap (1926)
- The Bat (1926)
- The Duchess of Buffalo (1926)
- A Dama das Camélias (1926)
- The Magic Flame (1927)[4]
- A Little Journey (1927)
- Special Delivery (1927)
- It (1927)
- Underworld (1927)
- Two Arabian Knights (1927)
- Red Hair (1928)
- Manhattan Cocktail (1928)
- Warming Up (1928)
- Ladies of the Mob (1928)
- Tempest (1928) - Intertítulos
- This Is Heaven (1929)
- Follow Thru (1930)
- Love Me Tonight (1932)
- A Alegre Divorciada (1934)
- You Can't Cheat an Honest Man (1939)